# 19 avril 1929
Le vendredi 19 avril 1929 est le 109e jour de l'année 1929.

## Naissances
- Alfredo Abrantes (mort le 16 avril 2005), footballeur portugais
- Duilio Loi (mort le 20 janvier 2008), boxeur italien
- Eddie Crook Jr. (mort le 25 juillet 2005), boxeur américain
- Guttorm Berge (mort le 13 mars 2004), skieur alpin norvégien
- Jean Defraigne (mort le 15 mars 2016), politicien belge
- Jiří Hledík (mort le 25 avril 2015), joueur de football tchèque
- Marie-Thérèse Vacossin, peintre française
- Ossi Kauppi (mort le 16 avril 2000), joueur de hockey sur glace finlandais
- Paul Lacroix (mort le 10 avril 2014), peintre québécois

## Décès
- Edmond Jamar (né le 14 mai 1853), architecte belge